# Chlorosarcinaceae
Chlorosarcinaceae, porodica zelenih alga iz reda Chlamydomonadales. četrdesetak vrsta unutar desetak rodova, Ime je došlo po rodu Chlorosarcina.

## Rodovi i broj vrsta
1. Borodinella V.V.Miller  1
2. Chlorosarcina Gerneck  7
3. Chlorosarcinopsis Herndon  12
4. Chlorosphaera Klebs  2
5. Chlorosphaeropsis Vischer  3
6. Desmotetra T.R.Deason & G.L.Floyd  4
7. Neochlorosarcina Shin Watanabe 8
8. Polysphaera Reisigl  1
9. Possonia F.Hindak  1
10. Pseudotetracystis R.D.Arneson  3
11. Sarcinochlamys Shin Watanabe 1

## Vanjske poveznice
|  | Zajednički poslužitelj ima još gradiva o temi Chlorosarcinaceae |
|  | Wikivrste imaju podatke o taksonu Chlorosarcinaceae             |